# Jozef Pisár
Jozef Pisár (20 juli 1971) is een voormalig profvoetballer uit Slowakije. Hij speelde profvoetbal als aanvaller in Slowakije, en beëindigde zijn actieve carrière in 2007 bij FC Rimavská Sobota.

## Interlandcarrière
Pisár kwam vier keer (één doelpunt) uit voor het Slowaaks voetbalelftal. Hij maakte zijn debuut onder bondscoach Jozef Jankech op 6 augustus 1997 in het vriendschappelijke duel in Bratislava tegen Zwitserland (1-0). Hij viel in die wedstrijd na zeventig minuten in voor Igor Bališ. Zijn eerste en enige interlandtreffer maakte Pisár op 9 februari 1998 in Larnaca tegen Finland (2-0). Dat duel betekende tevens zijn vierde en laatste optreden voor Slowakije.